# 살바도르 아르티가스
살바도르 아르티가스 사운(스페인어: Salvador Artigas Sahún; 1913년 2월 23일, 카탈루냐 주 바르셀로나 ~ 1997년 9월 6일, 발렌시아 주 베니도름)은 스페인의 전 축구 선수이자 감독이었다.
그는 바르셀로나, 아틀레틱 빌바오, 그리고 세비야의 감독을 역임했다. 스페인 내전 당시 그는 공화파 진영의 비행기 조종사로 활약하기도 했다.